# Dozuléjski križ
Dozuléjski križ, znan tudi kot križ slave, je različica krščanskega križa, navdihnjena z zgodbami iz mesteca Dozulé v francoski Normandiji na mestu, kjer naj bi se med leti 1972 in 1978 Jezus Kristus prikazoval tamkajšnji prebivalki Madeleine Aumont ter nekaterim drugim vernikom. Ti so trdili, da jim je posredoval vrsto sporočil, ki so med drugim vsebovala nauke in opozorila ter po prepričanju nekaterih napovedujejo Jezusov drugi prihod. Za odrešitev človeštva naj bi bilo Madelaine Aumont zapovedano naj pove katoliški cerkvi, da postavi 738 m visok križ, kar ustreza višini griča Golgota, kjer so po krščanskem izročilu križali Jezusa.Njegov prečni del ali roke križa pa naj bi bil dolg 123 metrov. Ker cerkev križa slave ni postavila ,sledilci  namesto tega postavljajo 7,38 m visoke križe, tako imenovane križe ljubezni, na različnih krajih, kot ikone pa častijo tudi 73,8 cm visoke različice. Verniki verjamejo, da križi lahko zaščitijo kraje pred nesrečami, ki grozijo svetu.
Križa Ljubezni ne smemo enačiti z križem Slave. Slednji je edini ki naj bi ga lahko postavila le katoliška cerkev.
Simbola katoliška hierarhija uradno ne priznava, se je pa čaščenje razširilo tudi v nekaterih drugih državah, na primer na Portugalskem.